# Phare Rocchetta
Le phare Rochetta (en italien : Faro Rocchetta) est un phare situé dans le hameau de Alberoni-Malamocco sur le Lido de Venise (ville métropolitaine de Venise en Italie), dans la région de Vénétie. Il est géré par la Marina Militare.

## Histoire
Construit à l'origine pour indiquer le passage aux bateaux venant de la lagune de Venise qui voulaient sortir, il a été ensuite amélioré afin de servir également aux navires venant à Venise, lorsque la navigation à travers le porto di Malamocco a été rendu bidirectionnel. Le phare surplombe le lagon mais est également visible depuis la mer Adriatique.
Le premier phare a été construit durant l'époque de la république de Venise. Le phare actuel a été réalisé en maçonnerie en 1879.

## Description
Le phare  est une tour cylindrique en maçonnerie de 24 m de haut, avec galerie et lanterne, montée sur une maison de gardien d'un étage. La tour est entièrement blanche. Il émet, à une hauteur focale de 25 m, trois éclats blancs et vert, selon direction, de deux secondes toutes les 12 secondes. Sa portée est de 16 milles nautiques (environ 30 km) pour le feu principal et 11 milles nautiques (environ 20 km) pour le feu de veille.
Identifiant : ARLHS : ITA-180 ; EF-4132 - Amirauté : E2464 - NGA : 11488 .

## Caractéristiques dufeu maritime
Fréquence : 12s (W-W-W)
- Lumière : 1 seconde
- Obscurité : 2 secondes
- Lumière : 1 seconde
- Lumière : 1 seconde
- Obscurité : 5 secondes

|                  |
| Lagune de Venise |

|                 |
| Le phare (2014) |

### Lien connexe
- Liste des phares de l'Italie